# Tipula productisterna
Tipula productisterna är en tvåvingeart som beskrevs av Alexander 1963. Tipula productisterna ingår i släktet Tipula och familjen storharkrankar. Inga underarter finns listade i Catalogue of Life.